# 1552
1552 (MDLII) je bilo prestopno leto, ki se je po julijanskem koledarju začelo na petek.

## Dogodki
- Ivan IV. Grozni zavzame Kazanski kanat (ustanovljen 1438)

## Rojstva
- 28. februar - Joost Bürgi, švicarski mehanik, astronom, urar, matematik († 1632)
- - Walter Raleigh, angleški pomorščak, dvorjan, pesnik, pisatelj († 1618)